# Petia Yanchulova
Petia Yanchulova(em búlgaro: Петя Янчулова (Sófia, 3 de julho de 1978) é ex-voleibolista indoor e jogadora de vôlei de praia alemã, que no vôlei de praia, foi semifinalista no Campeonato Europeu de 2002 na Suíça

## Carreira
Ela iniciou muito no vôlei de quadra, ingressou nas categorias de base do Levski Sófia  recebeu uma bolsa para jogar vôlei na Universidade de San Diego,  onde cursou e formou-se e nas graduações em :Relações Internacionais e Administração de Empresas, premiada individualmente  entrando para Primeira Equipe All-American por dois anos consecutivos, 1998 e 1999, registrando nos livros de recordes e no Hall da Fama da Conferência da Costa Oeste  USD Toreros  , sendo a melhor defensora do ano de 1999 .
Na jornada de 1998, estreou no Circuito Mundial ao lado de sua irmã Lina Yanchulova  no Aberto de Toronto, quando terminaram na trigésima terceira posição, ainda finalizaram em quinquagésimo sétimo posto no Aberto de Marselha e no quadragésimo primeiro no Aberto de Espinho.E juntamente com Petia Yanchulova, disputou o Campeonato Mundial em Marselha, e ocuparam a vigésima quinta posição, mesma colocação no Aberto de Osaka,  além do trigésimo sétimo posto no Aberto de Espinho e o trigésimo terceiro no Aberto de Toronto.
Em 2000, continuou com Lina Yanchulova, alcançaram o sétimo posto no Campeonato Europeu de Voleibol de Praia em Guecho e Bilbau, também  conquistaram o título do Challenge de Xylokastro,  e disputaram o circuito mundial,  alcançaram o trigésimo terceiro posto nos Abertos de Vitória e Toronto,  vigésimo quinto posto nos Abertos de Rosarito, Gstaad, Berlim  e Espinho, como também no Grand Slam de Chicago, décimo terceiro no Aberto de Cagliari,  em nono lugar nos Abertos Marselha, Osaka, Dalian e Fortaleza. Disputaram a edição dos  Jogos Olímpicos de Verão de 2000 em Sydney e terminara na décima sétima colocação.
No ano de 2001, ao lado de Lina Yanchulova, concluíram na nona posição na edição do Campeonato Europeu de Voleibol de Praia de 2001 em Jesolo, e no Campeonato Mundial de Klagenfurt e finalizaram na décima sétima colocação, e alcançaram décimo primeiro lugar na edição dos Jogos da Boa Vontade de 2021 em Brisbane. E no circuito mundial de 2021 encerraram na vigésima quinta posição no Aberto de Gstaad, décimo sétimo lugar no Grand Slam de Marselha e nos Abertos de Cagliari, Gran Canária e Fortaleza, décimo terceiro lugar no Abertos de Espinho e Hong Kong, a nona posição nos Abertos de Macau, Osaka e Maoming.
No ano de 2002, esteve ao lado de Lina Yanchulova, e foram semifinalistas no Campeonato Europeu de Voleibol de Praia na Basileia, e no circuito mundial cnquistarma o vigésimo quinto lugar nos Abertos de Osaka e Vitória, o décimo sétimo lugar no Grand Slam de Klagenfurt e nos Abertos de Stavanger, Montreal e Maiorca, além do nono lugar no Grand Slam de Marselha e nos Abertos de Madrid, Gstaad e Rodes, e o quinto posto no Aberto de Maoming.
Em 2003, com Lina Yanchulova, terminou na décima nona posição no Campeonato Europeu de Voleibol de Praia  em Alânia e o nono lugar no Campeonato Mundial do Rio de Janeiro.E no circuito mundial de 2003, obtiveram o trigésimo terceiro lugar nos Grand Slams de Marselha e Klagenfurt,  o vigésimo quinto lugar nos Grand Slams de Berlim e Los Angeles, décimo sétimo posto nos Abertos de Gstaad, Stavanger, o nono no Aberto de Rodes.Ainda em 2003 disputou o Circuito da AVP ao lado de Kristin Schritter e terminaram na vigésima quinta posição na etapa de Tempe.
No Campeonato Europeu de Voleibol de Praia de 2004 em Timmendorfer Strand, competiu ao lado de Lina Yanchulova e encerram na nona posição , terminaram na sétima posição no Challenge  de Cagliari, e no circuito mundial , terminaram na vigésima quinta colocação nos Abertos de Fortaleza, Gstaad e Osaka,  alcançaram a décima sétima colocação nos Grand Slams de Berlim e Marselha, como nos Abertos de Xangai e Stavanger , além do décimo terceiro posto no Aberto de Maiorca, o nono lugar no Aberto de Rodes e Rio de Janeiro, assim como no Grand Slam de Klagenfurt,  sétimo posto no Aberto de Milão e a nona posição nos Jogos Olímpicos de Verão de 2004 em Atenas.
Em mais uma jornada com Lina Yanchulova,  conquistou em 2004, os títulos das etapas Satélite de Saint-Jean-de-Monts e Vaduz, o quarto lugar no Satélite de Lusanna e o bronze no Challenge de Phuket, disputaram o Campeonato Mundial de Berlim, terminaram na trigésima terceira posição,  mesma posição no Grand Slam de Paris ,  vigésimo quinto lugar no Aberto de Espinho, décimo sétimo posto no Grand Slam de Stavanger e nos Abertos de Gstaad e Montreal,  no décimo terceiro posto no Grand Slam de Klagenfurt  e nos Abertos de Milão e Atenas,  em nono lugar  nos Abertos de Xangai, Osaka, São Petersburgo,  Acapulco e Cidade do Cabo,  as anteriores válidas pelo circuito mundial.
Em sua última temporada com  Lina Yanchulova, terminou no nono lugar no [[Campeonato Europeu de Voleibol de Praia de 2006 em Haia e no circuito mundial, terminaram na vigésima quinta colocação nos Abertos de Xangai e Warsaw, bem como no Grand Slam de Klagenfurt, e ainda ocuparam a décima sétima posição nos Abertos de Marselha, Mopntreal e Phuket, da mesma forma no Grand Slam de Stavanger, outro bom resultado foi o décimo terceiro posto nos Abertos de Módena  e Acapulco e  também no Grand Slam de Paris, alcançaram ainda a nona posição no Grand Slam de Gstaad.Em 2007 disputou o Circuito AVP ao lado de Tammy Leibl e terminaram na vigésima quinta posição na etapa de Hermosa Beach.
Em 2007 competiu ao lado de Eva Tcholakova  e terminaram na quarta posição na etapa Satélite de Vaduz e em quinto no Satélite de San Sebastián, e no circuito mundial, terminaram na quadragésima primeira posição no Aberto de Espinho e nos Grand Slams de Klagenfurt e Stavanger, como obtiveram também a trigésima terceira posição nos Abertos de Marselha e São Petersburgo e nos Grand Slams de Paris e Berlim. Estiveram juntas no Aberto de Barcelona, no circuito mundial de 2008, e terminaram na quadragésima primeira posição.  
Em 2010, competiu com Suzana Manole na etapa de Santa Barbara no Circuito da AVP, depois com Summer Ross em Virgina Beach, e Belmar e com Jenelle Koester em Hermosa Beach.

## Títulos e resultados
- Satélite de Vaduz do Circuito Mundial de Vôlei de Praia de 2004
- Satélite de Saint-Jean-de-Monts  do Circuito Mundial de Vôlei de Praia de 2004
- Challenge de Xylokastro  do Circuito Mundial de Vôlei de Praia de 2000
- Challenge de Phuket  do Circuito Mundial de Vôlei de Praia de 2004
- Satélite de Vaduz do Circuito Mundial de Vôlei de Praia de 2007
- Satélite de Lausanna do Circuito Mundial de Vôlei de Praia de 2004
- Campeonato Europeu de 2002